# Pohrebivka, Rohatîn
Pohrebivka (în ucraineană Погребівка) este un sat în comuna Stratîn din raionul Rohatîn, regiunea Ivano-Frankivsk, Ucraina.

## Demografie
Componența lingvistică a localității Pohrebivka
     Ucraineană (100%)
Conform recensământului din 2001, toată populația localității Pohrebivka era vorbitoare de ucraineană (100%).